# Lijst van vliegvelden in Iran

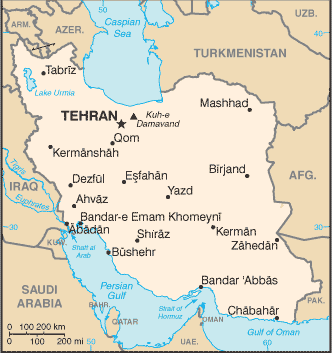
Kaart van Iran

Dit is een lijst van luchthavens in Iran, gegroepeerd naar type en gesorteerd naar locatie.
Iran, officieel de Islamitische Republiek Iran, is een land in Azië. De hoofdstad en met meer dan 10 miljoen inwoners verreweg de grootste stad van Iran, is Teheran.
Iran grenst aan Irak, Turkije, Armenië, Azerbeidzjan, Turkmenistan, Afghanistan en Pakistan. De Perzische Golf en de Golf van Oman bevinden zich ten zuiden en de Kaspische Zee ten noorden van Iran. Iran deelt de Kaspische Zee, behalve met de republiek van Azerbeidzjan en Turkmenistan, ook met Kazachstan en Rusland. Aan de kust tegenover de Perzische Golf liggen Saoedi-Arabië, Koeweit, Bahrein, Qatar de Verenigde Arabische Emiraten en Oman.

## Vliegvelden
| Plaats in Iran                                                    | ICAO                                                              | IATA                                                              | Vliegveld                                                         |
| Luchthavens met publiek of gezamenlijk (publiek/militair) gebruik | Luchthavens met publiek of gezamenlijk (publiek/militair) gebruik | Luchthavens met publiek of gezamenlijk (publiek/militair) gebruik | Luchthavens met publiek of gezamenlijk (publiek/militair) gebruik |
| ----------------------------------------------------------------- | ----------------------------------------------------------------- | ----------------------------------------------------------------- | ----------------------------------------------------------------- |
| Abadan                                                            | OIAA                                                              | ABD                                                               | Abadan Airport                                                    |
| Abadeh                                                            | OISA                                                              |                                                                   | Abadeh Airport                                                    |
| Abdanan                                                           | OICD                                                              |                                                                   | Abdanan Airport                                                   |
| Abu Musa Island                                                   | OIBA                                                              | AEU                                                               | Abu Musa Airport                                                  |
| Aghajari                                                          | OIAG                                                              | AKW                                                               | Aghajari Airport                                                  |
| Ahvaz                                                             | OIAW                                                              | AWZ                                                               | Ahvaz Airport                                                     |
| Arak                                                              | OIHR                                                              | AJK                                                               | Luchthaven van Arak                                               |
| Ardabil                                                           | OITL                                                              | ADU                                                               | Ardabil Airport                                                   |
| Asalouyeh                                                         | OIBI                                                              |                                                                   | Asalouyeh Airport (gesloten)                                      |
| Asalouyeh                                                         | OIBP                                                              | YEH                                                               | Persian Gulf Airport (Khalije Fars Airport)                       |
| Babolsar                                                          | OINB                                                              | BBL                                                               | Babolsar Airport                                                  |
| Bahregan                                                          |                                                                   | IAQ                                                               | Bahregan Airport                                                  |
| Bam                                                               | OIKM                                                              | BXR                                                               | Bam Airport                                                       |
| Bandar Abbas                                                      | OIKB                                                              | BND                                                               | Bandar Abbas International Airport                                |
| Bandar Abbas                                                      | OIKP                                                              | HDR                                                               | Havadarya Airport                                                 |
| Bandar Lengeh                                                     | OIBL                                                              | BDH                                                               | Bandar Lengeh Airport                                             |
| Behbahan                                                          | OIAE                                                              |                                                                   | Behbahan Airport                                                  |
| Birjand                                                           | OIMB                                                              | XBJ                                                               | Birjand International Airport                                     |
| Bojnord                                                           | OIMN                                                              | BJB                                                               | Bojnord Airport                                                   |
| Bushehr                                                           | OIBB                                                              | BUZ                                                               | Bushehr Airport                                                   |
| Chabahar                                                          | OIZC                                                              | ZBR                                                               | Konarak Airport                                                   |
| Darab                                                             | OISD                                                              |                                                                   | Darab Airport                                                     |
| Dezful                                                            | OIAD                                                              | DEF                                                               | Dezful Airport                                                    |
| Ella                                                              |                                                                   |                                                                   | Ella Airport                                                      |
| Fasa                                                              | OISF                                                              | FAZ                                                               | Fasa Airport                                                      |
| Firouzabad                                                        |                                                                   |                                                                   | Firouzabad Airport                                                |
| Gachsaran                                                         | OIAH                                                              | GCH                                                               | Gachsaran Airport                                                 |
| Garmcar                                                           |                                                                   |                                                                   | Garmcar Airport                                                   |
| Gonbad-e Qabus                                                    |                                                                   |                                                                   | Gonbad-e Qabus Airport                                            |
| Gorgan                                                            | OING                                                              | GBT                                                               | Gorgan Airport                                                    |
| Hamadan                                                           | OIHH                                                              | HDM                                                               | Hamadan Airport                                                   |
| Ilam                                                              | OICI                                                              | IIL                                                               | Ilam Airport                                                      |
| Iranshahr                                                         | OIZI                                                              | IHR                                                               | Iranshahr Airport                                                 |
| Isfahan (Esfahan)                                                 | OIFM                                                              | IFN                                                               | Isfahan International Airport (Shahid Beheshti International)     |
| Jahrom                                                            | OISJ                                                              | JAR                                                               | Jahrom Airport                                                    |
| Jask                                                              | OIZJ                                                              |                                                                   | Jask Airport                                                      |
| Jiroft                                                            | OIKJ                                                              | JYR                                                               | Jiroft Airport                                                    |
| Kalaleh                                                           | OINE                                                              | KLM                                                               | Kalaleh Airport                                                   |
| Kangan                                                            | OIBJ                                                              | KNR                                                               | Jam Airport                                                       |
| Karaj                                                             | OIIP                                                              |                                                                   | Payam Airport                                                     |
| Kerman                                                            | OIKK                                                              | KER                                                               | Kerman Airport                                                    |
| Kermanshah                                                        | OICC                                                              | KSH                                                               | Shahid Ashrafi Esfahani Airport                                   |
| Khaneh                                                            | OITH                                                              | KHA                                                               | Khaneh Airport                                                    |
| Khar Rud                                                          |                                                                   |                                                                   | Khar Rud Airport                                                  |
| Kharg Island                                                      | OIBQ                                                              | KHK                                                               | Kharg Airport                                                     |
| Khorramabad                                                       | OICK                                                              | KHD                                                               | Khorramabad Airport                                               |
| Khoy                                                              | OITK                                                              | KHY                                                               | Khoy Airport                                                      |
| Kish Island                                                       | OIBK                                                              | KIH                                                               | Kish International Airport                                        |
| Lamerd                                                            | OISR                                                              | LFM                                                               | Lamerd Airport                                                    |
| Larestan                                                          | OISL                                                              | LRR                                                               | Larestan International Airport                                    |
| Lavan Island                                                      | OIBV                                                              | LVP                                                               | Lavan Airport                                                     |
| Mahmudabad (Eşfahān Province)                                     |                                                                   |                                                                   | Mahmudabad (Eşfahān) Airport                                      |
| Mahmudabad (Fārs Province)                                        |                                                                   |                                                                   | Mahmudabad (Fārs) Airport                                         |
| Mahshahr                                                          | OIAM                                                              | MRX                                                               | Mahshahr Airport                                                  |
| Manzariyeh                                                        | OIIC                                                              |                                                                   | Kushke Nosrat Airport                                             |
| Maragheh (Sahand)                                                 | OITM                                                              | ACP                                                               | Sahand Airport                                                    |
| Mashhad                                                           | OIMM                                                              | MHD                                                               | Mashhad International Airport (Shahid Hashemi Nejad Airport)      |
| Masjed Soleyman                                                   | OIAI                                                              |                                                                   | Shahid Asyaee Airport                                             |
| Mehtar Kalateh                                                    |                                                                   |                                                                   | Mehtar Kalateh Airport                                            |
| Noshahr                                                           | OINN                                                              | NSH                                                               | Noshahr Airport                                                   |
| Parsabad                                                          | OITP                                                              | PFQ                                                               | Parsabad-Moghan Airport                                           |
| Qazvin (Ghazvin)                                                  | OIIK                                                              | GZW                                                               | Qazvin Airport                                                    |
| Qazvin (Ghazvin)                                                  | OIIA                                                              |                                                                   | Qazvin-Azadi Airport                                              |
| Qeshm Island                                                      | OIKQ                                                              | GSM                                                               | Dayrestan Airport                                                 |
| Qeshm Island                                                      |                                                                   |                                                                   | Qeshm South Airport                                               |
| Qom                                                               | OIIQ                                                              |                                                                   | Qom Airport                                                       |
| Rafsanjan                                                         | OIKR                                                              | RJN                                                               | Rafsanjan Airport                                                 |
| Ramsar / Tonekabon                                                | OINR                                                              | RZR                                                               | Ramsar Airport                                                    |
| Rasjt                                                             | OIGG                                                              | RAS                                                               | Rasht Airport                                                     |
| Sabzevar                                                          | OIMS                                                              | AFZ                                                               | Sabzevar Airport                                                  |
| Sanandaj                                                          | OICS                                                              | SDG                                                               | Sanandaj Airport                                                  |
| Sarakhs                                                           | OIMC                                                              | CKT                                                               | Sarakhs Airport                                                   |
| Saravan                                                           | OIZS                                                              |                                                                   | Saravan Airport                                                   |
| Sari                                                              | OINZ                                                              | SRY                                                               | Dasht-e Naz Airport                                               |
| Sarvestan                                                         |                                                                   |                                                                   | Sarvestan Airport                                                 |
| Semnan                                                            | OIIS                                                              |                                                                   | Semnan Airport                                                    |
| Semnan                                                            |                                                                   |                                                                   | Semnan New Airport                                                |
| Shadgan                                                           |                                                                   |                                                                   | Shadgan Airport                                                   |
| Shahabad                                                          |                                                                   |                                                                   | Shahabad Highway Strip                                            |
| Shahrekord                                                        | OIFS                                                              | CQD                                                               | Shahrekord Airport                                                |
| Shahrood                                                          | OIMJ                                                              |                                                                   | Shahrood Airport                                                  |
| Shiraz                                                            | OISS                                                              | SYZ                                                               | Shiraz International Airport (Shahid Dastghaib International)     |
| Sirjan                                                            | OIKY                                                              | SYJ                                                               | Sirjan Airport                                                    |
| Sirri Island                                                      | OIBS                                                              | SXI                                                               | Sirri Island Airport                                              |
| Tabas                                                             | OIMT                                                              | TCX                                                               | Tabas Airport                                                     |
| Tabriz                                                            | OITT                                                              | TBZ                                                               | Tabriz International Airport                                      |
| Teheran                                                           | OIIG                                                              |                                                                   | Qaleh Morgi Airport                                               |
| Teheran                                                           | OIIE                                                              | IKA                                                               | Imam Khomeini International Airport                               |
| Teheran                                                           | OIII                                                              | THR                                                               | Mehrabad International Airport                                    |
| Tunb Island                                                       | OIBX                                                              |                                                                   | Tunb Airport                                                      |
| Urmia                                                             | OITR                                                              | OMH                                                               | Urmia Airport                                                     |
| Yasuj                                                             | OISY                                                              | YES                                                               | Yasuj Airport                                                     |
| Yazd                                                              | OIYY                                                              | AZD                                                               | Shahid Sadooghi Airport                                           |
| Zabol                                                             | OIZB                                                              | ACZ                                                               | Zabol Airport                                                     |
| Zahedan                                                           | OIZH                                                              | ZAH                                                               | Zahedan Airport                                                   |
| Zanjan                                                            | OITZ                                                              | JWN                                                               | Zanjan Airport                                                    |
| Zargan                                                            | OISO                                                              |                                                                   | Zargan Airport                                                    |
| Zarrinshahr                                                       | OIFV                                                              |                                                                   | Zarrinshahr Airport                                               |
| Militare vliegvelden                                              |                                                                   |                                                                   |                                                                   |
| Ahmadi                                                            |                                                                   |                                                                   | Ahmadi Air Base                                                   |
| Amol                                                              | OINJ                                                              | BSM                                                               | Bishe Kola Air Base                                               |
| Bastak                                                            | OIBH                                                              |                                                                   | Bastak Air Base                                                   |
| Darrahi                                                           |                                                                   |                                                                   | Darrahi Air Base                                                  |
| Gorreh                                                            |                                                                   |                                                                   | Gorreh Air Base                                                   |
| Hamadan                                                           | OIHS                                                              |                                                                   | Hamadan Air Base (Nojeh Padegan)                                  |
| Isfahan (Esfahan)                                                 | OIFP                                                              |                                                                   | Badr Air Base                                                     |
| Isfahan (Esfahan)                                                 | OIFE                                                              | IFH                                                               | Hesa Air Base                                                     |
| Isfahan (Esfahan)                                                 | OIFH                                                              |                                                                   | Shahid Vatan Pour Air Base                                        |
| Karaj                                                             | OIIM                                                              |                                                                   | Naja Air Base                                                     |
| Kashan                                                            | OIFK                                                              |                                                                   | Kashan Air Base                                                   |
| Nain                                                              |                                                                   |                                                                   | Nain Air Base                                                     |
| Omidiyeh                                                          | OIAJ                                                              | OMI                                                               | Omidiyeh Air Base                                                 |
| Qezel Qeshl                                                       |                                                                   |                                                                   | Qezel Qeshl Air Base                                              |
| Soga                                                              | OIMX                                                              |                                                                   | Soga Air Base                                                     |
| Teheran                                                           | OIID                                                              |                                                                   | Doshan Tappeh Air Base                                            |
| Vayqan                                                            |                                                                   |                                                                   | Vayqan Air Base                                                   |